# Amphiglossus macrolepis
Amphiglossus macrolepis är en ödleart som beskrevs av  George Albert Boulenger 1888. Amphiglossus macrolepis ingår i släktet Amphiglossus och familjen skinkar.
Artens utbredningsområde är Madagaskar. Inga underarter finns listade i Catalogue of Life.